# Joaquín Delgado Martínez
Joaquín Delgado Martínez (Cardona, 4 de marzo de 1934-Madrid, 17 de agosto de 1963) fue un militante antifranquista de ideología anarquista. Condenado a la pena de muerte en un consejo de guerra sumarísimo por dos atentados con bomba que no había cometido fue ejecutado por garrote vil en la cárcel de Carabanchel, solo 17 días después de haber sido detenido en Madrid junto con Francisco Granados Gata, también condenado y ejecutado por los mismos hechos.

## Biografía

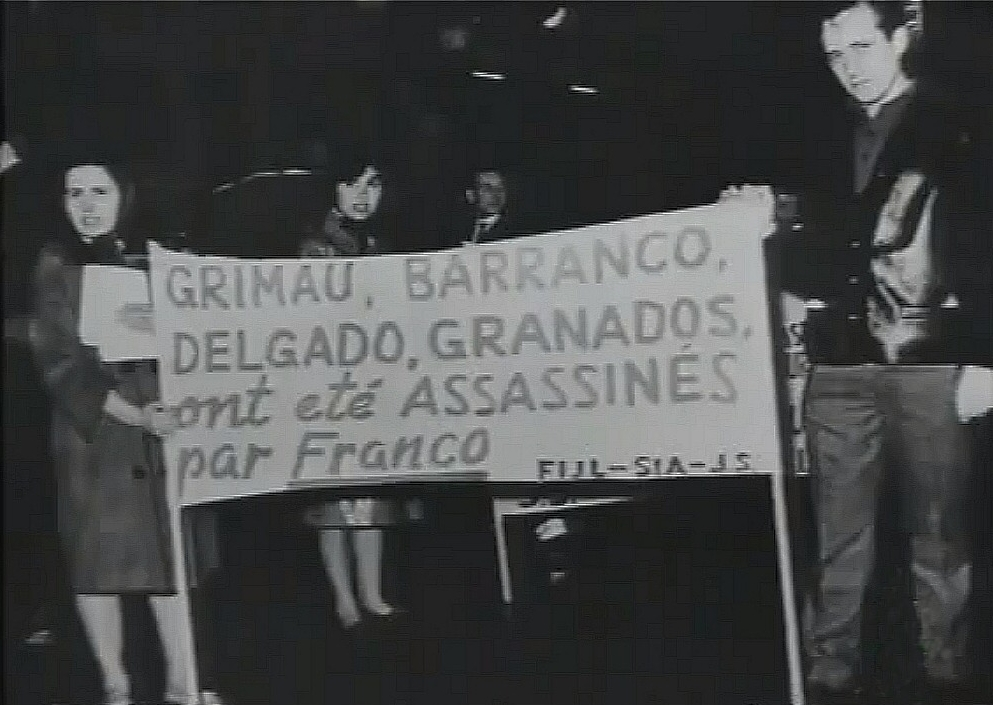
Protesta en París en 1963 contra los asesinatos de Julián Grimau, Manuel Moreno Barranco, Francisco Granados Gata y Joaquín Delgado Martínez.

Al final de la guerra civil española su familia se refugió en Francia. En Grenoble se afilió a la Federación Ibérica de Juventudes Libertarias, llegando a ocupar el cargo de secretario. Obrero ebanista fresador y más tarde técnico de televisión se integró en la sección clandestina de la organización Defensa Interior, creada en 1961 como parte del movimiento libertario. En julio de 1963 es enviado a España, junto con Francisco Granados Gata, para organizar un atentado contra el general Franco. En 29 de julio otro grupo de Defensa Interior comete dos atentados con bomba, uno contra la Sección de Pasaportes de la DGS y otro contra la sede de la Delegación Nacional de Sindicatos.
El 31 de julio son arrestados por la policía Delgado y Granados, acusados de haber perpetrado los atentados. Durante seis días son salvajemente torturados por los inspectores de la Brigada Político-Social (BPS) Saturnino Yagüe y Enrique González Herrera. En el informe interno de la BPS se dijo que las confesiones habían sido obtenidas gracias a «la paciente labor de los funcionarios actuantes». Cuando fueron presentados ante el juez militar, el coronel Eymar del Juzgado Especial de Actividades extremistas, negaron ser los autores de los atentados, pero no les sirvió de nada su retractación pues en el consejo de guerra fueron condenados a muerte basándose exclusivamente en las declaraciones autoinculpatorias hechas a la policía y en ninguna prueba. La sentencia fue ejecutada mediante garrote vil en la cárcel de Carabanchel el 17 de agosto de 1963. Solo habían pasado 17 días desde su detención.
En 1996, treinta y tres años después de haber sido ejecutados, un documental de la televisión francesa reveló la identidad de los verdaderos autores de los atentados.
«Desde 1999 sus familiares y varios grupos libertarios han intentado, sin éxito, la revisión de su condena a muerte ante diversas instancias, Tribunal Constitucional incluido». Este último tribunal les denegó el recurso de amparo en una sentencia del 13 de julio de 2004.